# Concordi Gelabert i Alart
Concordi Gelabert i Alart (Barcelona, 1 de setembre de 1882 - Barcelona, 7 d'abril del 1944), fou crític musical, professor i director d'orquestra
Va néixer al carrer del Consell de Cent de Barcelona, fill de Concordi Gelabert i Serra i de Manuela Alart i Salvador, ambdós de Barcelona. Era germà d'Antoni Gelabert Alart i oncle d'Antoni Gelabert i Casas.
Considerat un prestigiós crític musical, cursà estudis de composició a l'Escola Municipal amb Antoni Nicolau i violí amb el professor Sánchez Deyà. Fou professor de solfeig d'aquesta mateixa escola durant vint anys, fins que va ser nomenat director artístic de la Compañía del Gramófono, on dirigí multitud d'enregistraments. Més tard treballaria a l'emissora Ràdio Catalunya. Exercí la crítica musical durant molts anys a El Diluvio de Barcelona. Fou autor del llibre Teoría elemental de la música.
Pel que fa a composicions musicals, les seves obres musicals més destacades són les sarsueles El Desterrado i El Huertecillo.